# Gerben Thijssen

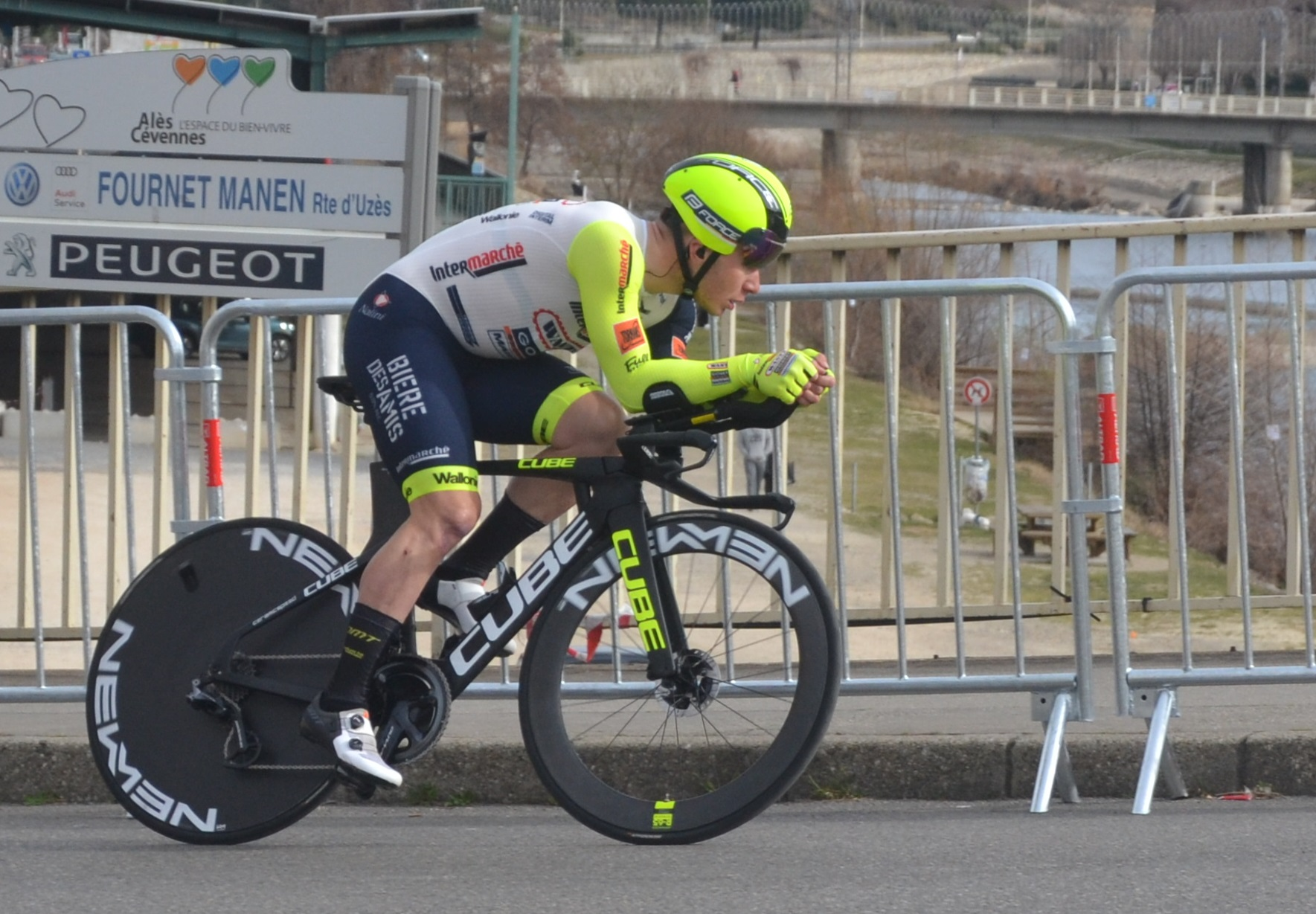
Thijssen auf der fünften Etappe des Étoile de Bessèges 2022

Gerben Thijssen (* 21. Juni 1998 in Genk) ist ein belgischer Radsportler, der auf Straße und Bahn Rennen bestreitet.

## Sportliche Laufbahn
2014 errang Gerben Thijssen seinen ersten nationalen Titel, als er belgischer Jugend-Meister im Omnium wurde. In weiteren Disziplinen stand er auf dem Podium. Im Jahr darauf hatte er seine ersten internationalen Erfolge: Er wurde Dritter der Junioren-Weltmeisterschaft im Punktefahren sowie gemeinsam (mit Robbe Ghys) Vize-Europameister der Junioren im Zweier-Mannschaftsfahren. 2016 gewann Thijssen bei den Junioren-Europameisterschaften mit Jules Hesters eine Silbermedaille im Zweier-Mannschaftsfahren sowie eine Bronzemedaille im Punktefahren.
Beim zweiten Lauf des Bahnrad-Weltcups 2016/17 in Apeldoorn belegte der belgische Vierer, bestehend aus Thijssen, Moreno De Pauw, Kenny De Ketele, Robbe Ghys und Jonas Rickaert, Rang zwei. Beim Sechstagerennen von Gent gewann Thijssen gemeinsam mit Hester das U23-Rennen. Im Oktober wurde er im Alter von 19 Jahren bei den Bahneuropameisterschaften in Berlin Europameister im Ausscheidungsfahren.
2018 wurde Thijssen belgischer U23-Meister im Straßenrennen sowie der Elite im Mannschaftszeitfahren. Im Jahr darauf gewann er jeweils eine Etappe der Tour d’Eure-et-Loir und von A Travers les Hauts de France und entschied das Memorial Philippe Van Coningsloo für sich.
Im November 2019 stürzte Gerben Thijssen beim Sechstagerennen von Gent und musste ins Krankenhaus eingeliefert werden, wo neben Brüchen kleinere Hirnblutungen festgestellt wurden. Das Rennen wurde daraufhin abgebrochen. Erst im August 2020 konnte Thijssen erstmals wieder Rennen bestreiten. Beim Gooikse Pijl belegte er Platz zwei. Im Oktober startete er bei der Vuelta a España und belegte auf der neunten Etappe Rang zwei hinter Pascal Ackermann, nachdem der ursprüngliche Erste, der Ire Sam Bennett, disqualifiziert worden war. Zur 15. Etappe trat er jedoch entkräftet nicht mehr an.
Nach zweieinhalb Jahren bei Lotto Soudal wechselte Thijssen zur Saison 2022 zum Team Intermarché-Wanty-Gobert Matériaux. Für sein neues Team gewann er zunächst die letzte Etappe der Vier Tage von Dünkirchen, um danach bei der Polen-Rundfahrt 2022 seinen ersten Erfolg auf der UCI WorldTour zu erzielen. In der Saison 2023 gewann er mit dem Grote Prijs Jean-Pierre Monsére, Bredene Koksijde Classic, Ronde van Limburg und Omloop van het Houtland vier internationale Eintagesrennen in Belgien, ehe er zu Beginn des Jahres 2024 auf Mallorca die Trofeo Palma für sich entschied und die Auftaktetappe sowie die Punktewertung der Algarve-Rundfahrt gewann.

## Erfolge

### Bahn
2014
- Belgischer Jugend-Meister – Omnium

2015
- Junioren-Weltmeisterschaft – Punktefahren
- Junioren-Europameisterschaft – Zweier-Mannschaftsfahren (mit Robbe Ghys)
- Belgischer Junioren-Meister – Zweier-Mannschaftsfahren (mit Robbe Ghys)

2016
- Junioren-Europameisterschaft – Zweier-Mannschaftsfahren (mit Jules Hesters)
- Junioren-Europameisterschaft – Punktefahren
- Belgischer Junioren-Meister – Punktefahren, Omnium

2017
- Europameister – Ausscheidungsfahren
- Europameisterschaft (U23) – Mannschaftsverfolgung (mit Lindsay De Vylder, Robbe Ghys und Sasha Weemaes)

2019
- Europameisterschaft (U23) – Mannschaftsverfolgung (mit Fabio Van den Bossche, Robbe Ghys und Sasha Weemaes)

### Straße
2016
- zwei Etappen Trofeo Karlsberg
- Omloop der Vlaamse Gewesten

2017
- Grote Prijs Stad Sint-Niklaas
- eine Etappe Olympia’s Tour

2018
- Belgischer Meister – Straßenrennen (U23), Mannschaftszeitfahren

2019
- eine Etappe Tour d’Eure-et-Loir
- eine Etappe A Travers les Hauts de France
- Memorial Philippe Van Coningsloo

2022
- eine Etappe Vier Tage von Dünkirchen
- eine Etappe Polen-Rundfahrt
- Gooikse Pijl

2023
- Grote Prijs Jean-Pierre Monsére
- Bredene Koksijde Classic
- Ronde van Limburg
- Omloop van het Houtland

2024
- Trofeo Palma
- eine Etappe und Punktewertung Algarve-Rundfahrt

## Grand Tours-Platzierungen
| Grand Tour            | 2020 | 2021 | 2022 | 2023 | 2024 |
| --------------------- | ---- | ---- | ---- | ---- | ---- |
| Giro d’ItaliaGiro     | –    | –    | –    | –    | –    |
| Tour de FranceTour    | –    | –    | –    | –    | DNF  |
| Vuelta a EspañaVuelta | –    | –    | DNF  | –    | –    |